# Fălci (film)
Fălci (engleză Jaws) este un thriller american din 1975 regizat de Steven Spielberg și bazat pe romanul cu același nume scris de Peter Benchley. Șeful poliției de pe Insula Amity (o locație fictivă) încearcă să protejeze oamenii de pe plajă de atacurile unui gigant rechin alb.

## Distribuție
- Roy Scheider - Brody
- Robert Shaw - Quint
- Richard Dreyfuss - Hooper
- Lorraine Gary - Ellen Brody
- Murray Hamilton - Vaughn
- Carl Gottlieb - Meadows
- Jeffrey Kramer - Hendricks (ca Jeffrey C. Kramer)
- Susan Backlinie - Chrissie
- Jonathan Filley - Cassidy
- Ted Grossman - Estuary Victim
- Chris Rebello - Michael Brody
- Jay Mello - Sean Brody
- Lee Fierro - Mrs. Kintner
- Jeffrey Voorhees - Alex Kintner
- Craig Kingsbury - Ben Gardner
- Robert Nevin - Medical Examiner (ca Dr. Robert Nevin)
- Peter Benchley - Interviewer
- Tim Aguirre - Infant on Beach (nemenționat)

## Primire
Filmul a fost clasificat pe locul 1 în topul 100 Scariest Movie Moments realizat de Bravo.